# Lake Mead National Recreation Area
De Lake Mead National Recreation Area is een National Recreation Area in de Verenigde Staten en ligt in het zuidoosten van Nevada en het noordwesten van Arizona in de county's Clark County (Nevada) en Mohave County (Arizona). Het gebied wordt beheerd door de National Park Service. De afgrenzing van de Lake Mead National Recreation Area volgt de valleibodem van de rivier de Colorado van de westelijkste grens van Grand Canyon National Park tot net ten noorden van de steden Laughlin (Nevada) en Bullhead City (Arizona). Het omvat het wateroppervlak van Lake Mead evenals van het kleinere Lake Mohave – stuwmeren aan de rivier gecreëerd door de Hooverdam en de Davisdam, respectievelijk – en het omliggende woestijngebied en de wildernis.
De vorming van het Lake Mead begon in 1935, minder dan een jaar voordat de Hooverdam werd voltooid. Het gebied rond het meer werd in 1936 opgericht als Boulder Dam Recreation Area. In 1964 werd het gebied uitgebreid met het Lake Mohave en de omgeving van dat meer en werd het de eerste nationale recreatieruimte die als zodanig werd aangewezen door het Amerikaans Congres.